# Czawdar Sofia
Czawdar Sofia (bułg. Ц.Д.В. Чавдар (София)) – bułgarski klub piłkarski, mający siedzibę w stolicy kraju, mieście Sofia, działający w latach 1944–1948.

## Historia
Chronologia nazw:
- 1944: Czawdar Sofia (bułg. Чавдар (София)) – po fuzji klubów AS 23 Sofia, Szipka-Pobeda Sofia i Spartak Podujane
- 1948: CDW Czawdar Sofia (bułg. Ц.Д.В. [Централния дом на войската] Чавдар (София))
- 1948: klub rozwiązano – po fuzji z Septemwri Sofia, tworząc nowy klub Septemwri pri CDW Sofia

Klub piłkarski Czawdar został założony w Sofii 9 listopada 1944 roku w wyniku połączenia klubów AS 23 Sofia, Szipka-Pobeda (Sofia) (związek zjednoczony w październiku 1944) oraz Spartak (Podujane) (związek drużyn z rejonu Podujane: Car Boris III, Asparuch, Diana, Kniaz Kirił - sekcja Pliska Sofia i Lewski - sekcja Sportist Sofia, zjednoczony 11 października 1944). Klub został nazwany imieniem legendarnego bułgarskiego wojewody Czawdara, który w XVI-wieku przywodził grupę hajduków i bronił prosty lud przed niesprawiedliwością władzy Imperium Osmańskiego.
Zespół występował w rozgrywkach pierwszej dywizji Sofii, ale nigdy nie zakwalifikował się do turnieju finałowego o Republikansko pyrwenstwo. W 1945 był szósty, w 1946 zajął 5. miejsce, a w 1947 po uzyskanej 10.lokacie spadł do drugiej dywizji Sofii. W ostatnim swoim sezonie 1947/48 zajął ostatnie 6.miejsce w drugiej dywizji.
Zaraz po tym, z aktywną pomocą i pomysłem byłego funkcjonariusza Szipki Michaiła Michajłowa, który pracował w Ministerstwie Obrony, do klubu dołączył wydział kultury fizycznej Centralnego Domu Wojska wraz z jego przedstawicielami i od tego momentu (15 lutego 1948) Ministerstwo Obrony zaczęło dominować w kierownictwie. Nazwa klubu została zmieniona na CDW Czawdar lub w skrócie CDW.
Klub istniał samodzielnie do 4 maja 1944 roku, potem połączył się z klubem Septemwri Sofia i został rozwiązany. W wyniku fuzji powstał nowy klub o nazwie Septemwri pri CDW Sofia.

## Barwy klubowe, strój, herb, hymn
|  |  |

Klub ma barwy czerwono-białe. Piłkarze domowe spotkania zazwyczaj grają w czerwonych koszulkach, białych spodenkach oraz czerwonych getrach.

## Sukcesy

### Trofea międzynarodowe
Do chwili obecnej klub jeszcze nigdy nie zakwalifikował się do rozgrywek europejskich.

### Trofea krajowe
| \| \| Zdobyte trofea w rozgrywkach Bułgarii (stan na: 31-05-2021) \| |                                                             |      |                 |
| Rozgrywki                                                            | Osiągnięcie                                                 | Razy | Sezon(y)        |
| · Mistrzostwo                                                        | I miejsce                                                   | 0    |                 |
| · Mistrzostwo                                                        | II miejsce                                                  | 0    |                 |
| · Mistrzostwo                                                        | III miejsce                                                 | 0    |                 |
| Puchar                                                               | zdobywca                                                    | 0    |                 |
| Puchar                                                               | finalista                                                   | 0    |                 |
| II liga                                                              | I miejsce                                                   | 0    |                 |
| II liga                                                              | II miejsce                                                  | 0    |                 |
| II liga                                                              | III miejsce                                                 | 0    |                 |
| II liga                                                              | 5.miejsce                                                   | 1    | 1946 (gr.Sofia) |
| Bułgaria                                                             | Zdobyte trofea w rozgrywkach Bułgarii (stan na: 31-05-2021) |      |                 |

## Poszczególne sezony

### Rozgrywki międzynarodowe

#### Europejskie puchary
Nie uczestniczył w rozgrywkach europejskich.

### Rozgrywki krajowe
| \| Bułgaria \| Bilans występów klubu w rozgrywkach piłkarskich Bułgarii (Stan na 31 maja 2021 r.) \| \| |                                                                                    |        |       |   |   |   |    |    |     |           |        |        |      |
| Poziom                                                                                                  | Rozgrywki                                                                          | Sezony | Mecze | Z | R | P | B+ | B– | Pkt | Lata      | Awanse | Spadki | Naj. |
| I | Nacionałna futbołna diwizija / Dyrżawno pyrwenstwo                                 | 0      |       |   |   |   |    |    |     |           | 0      | 0      |      |
| II | B RPG / Wtora PFG / Pyrwa PFL / B PFG / Wtora PFL                                  | 3      |       |   |   |   |    |    |     | 1945–1947 | 0      | 1      | 5    |
| III | Treta amatorska futbołna liga                                                      | 1      |       |   |   |   |    |    |     | 1948      | 0      | 0      | 6    |
| IV | Obłastna futbołna liga                                                             | 0      |       |   |   |   |    |    |     |           | 0      | 0      |      |
| | Puchar Bułgarii                                                                    | 0      |       |   |   |   |    |    |     |           | 0      | 0      |      |
| Bułgaria                                                                                                | Bilans występów klubu w rozgrywkach piłkarskich Bułgarii (Stan na 31 maja 2021 r.) |        |       |   |   |   |    |    |     |           |        |        |      |

## Piłkarze, trenerzy, prezydenci i właściciele klubu

### Prezydenci
- 1944–1947: Władimir Stojczew
- 1948: major Iwan Mirski

## Struktura klubu

### Stadion
Klub piłkarski rozgrywał swoje mecze domowe na stadionie Czawdar w Sofii, który może pomieścić 15.000 widzów. Boisko znajdowało się na terenie parku Borisowa gradina.

## Kibice i rywalizacja z innymi klubami

### Derby
- Lewski Sofia
- Septemwri Sofia
- Sławia Sofia
- Sportist Sofia
- ŻSK Sofia